# Jet lag
Il jet lag (termine inglese, lett. "ritardo da aviogetto"), spesso indicato come mal di fuso o discronia o discronosi circadiana, è una condizione clinica che si verifica quando si attraversano vari fusi orari (di solito più di due) come avviene nel caso di un lungo viaggio in aereo, caratterizzata da sonnolenza, stanchezza, confusione e meno frequentemente emicrania.
Il fenomeno si verifica a causa dell'alterazione dei normali ritmi circadiani.

## Eziopatogenesi
Dalla consultazione della letteratura scientifica internazionale più accreditata, risulta che il sonno costituisce una condizione irrinunciabile per qualsiasi organismo, a qualunque livello della scala evolutiva, pena il sopraggiungere di stati psicotici e di alienazione mentale (prima) e del decesso come conseguenza terminale. Né l'organismo può far a meno del sonno, né consente dilazione al recupero del sonno perduto.
L'intero corredo semeiologico e sintomatologico, che i pazienti descrivono, è inquadrabile nella condizione di mancato benessere psicofisico da carenza di sonno imputabili ad un'alterazione del cosiddetto orologio biologico, sincronizzato col giorno solare terrestre in condizioni fisiologiche, il che presuppone uno sfasamento del ciclo sonno-veglia (principale coinvolta è la formazione reticolare ascendente del sistema nervoso centrale e di altri cicli circadiani, quali la produzione di ormoni, neuromediatori e neurotrasmettitori, in primis serotonina, dopamina ed acido gamma amminobutirrico) oltreché encefaline ed endorfine.

## Sintomatologia
Alcuni pazienti che fanno utilizzo di trasporto aereo intercontinentale, lamentano i seguenti segni e/o sintomi clinici:
- forte emicrania, con irradiazione algica all'intero volto, lungo le branche della coppia del V paio dei nervi cranici (nevralgia trigeminale);
- marcata astenia accompagnata da eccessiva lentezza dei movimenti e dall'impulso irrefrenabile a coricarsi per riprendere nuovamente il sonno interrotto;
- difficoltà a volte nel fisiologico eloquio e nell’ideazione, con produzione di vocaboli e di pensieri che non seguono un filo logico;
- impaccio motorio a volte nell'attendere a comuni atti della vita quotidiana;
- sensazione soggettiva di mancato ristoro al risveglio con tendenza all'assopimento patologico ed incontrollato in situazioni che potrebbero risultare fonte di pericolo per sé e per altri (ad es. durante la conduzione del proprio autoveicolo);
- movimenti automatici degli arti conseguenti ad involontarie contrazioni tonico - cloniche a carico della muscolatura scheletrica ed associata alla produzione di sogni in evidente contesto non fisiologico;
- epifora, e difficoltà all'accomodamento dell'apparato oculare con conseguente sensazione di diminuzione del visus fisiologico, il che potrebbe risultare pericoloso per sé e per altri in particolari situazioni (ad es. durante l'attraversamento stradale o durante la conduzione dell'autoveicolo);
- xerostomia.

Questo corredo semeiologico-sintomatologico è del tutto sovrapponibile alla condizione patologica da privazione del sonno.